# Hans Göz
Hans Friedrich Wilhelm Göz (* 4. Juli 1884 in Stuttgart; † 26. November 1961 ebenda) war ein deutscher Jurist und Politiker.

## Leben
Göz ist der Sohn des württembergischen Landtagesabgeordneten und Juristen Karl von Göz. Er besuchte von 1892 bis 1902 das Eberhard-Ludwigs-Gymnasium Stuttgart und begann nach einem freiwilligen Militärdienst 1902/03 ein Studium der Rechtswissenschaften an den Universitäten Tübingen und Leipzig. 1911 wurde er an der Universität Heidelberg mit der Arbeit Die Befugnis zur Benützung von Grabstellen auf öffentlichen Begräbnisstellen zum Dr. jur. promoviert. Ab 1912 war er Rechtsanwalt in Stuttgart.
Im Ersten Weltkrieg diente er zunächst als Oberleutnant, dann Hauptmann und zuletzt als osmanischer Major bei der Militärmission in der Türkei. 1919 war er Mitgründer und Geschäftsführer des Verbandes der württembergische-badischen Grundbesitzer sowie ab 1920 Justiziar der Herzoglich-württembergischen Rentenkammer.
Ab 31. Januar 1928 war er vom Landtag gewähltes Mitglied des Finanzgerichtes, außerdem war er für den WBWB gewähltes Mitglied des Landtages des freien Volksstaates Württemberg. Ab 1930 war er gewähltes stellvertretendes Mitglied des Württembergischen Staatsgerichtshofs, 1931 wurde er Erster Vizepräsident des Landtages als Nachfolger für Hermann Hiller sowie Mitglied des Vorstandes der Rechtsanwaltskammer in Stuttgart.
Seit 1902 war er Mitglied der Studentenverbindung Akademische Gesellschaft Stuttgardia Tübingen.

## Publikationen (Auswahl)
- Die Befugnis zur Benützung von Grabstellen auf öffentlichen Begräbnisstellen, Stuttgart 1911.